# Železný dobytek
Železný dobytek (též železná kráva) je označení pro dobytek, který ve středověku majitel, obvykle příslušný kostel, vydal pachtýři s příslibem navrácení téhož počtu dobytčat stejné jakosti po skončení pachtu. Každé poražené dobytče tedy muselo být nahrazeno jiným, proto se ujalo označení železný dobytek, tj. dobytek, který nikdy neumírá. Ačkoliv se může zdát, že se jednalo pouze o středověký způsob, který byl brzy jako zjevně nespravedlivý zrušen, opak je pravdou. Některé kostely v Čechách dostávaly poplatky za železné krávy ještě na začátku 20. století[zdroj?].
Podle jiného zdroje se pojem vztahuje k dávné povinnosti chalupníků (od 16. stol.) odvádět trvale poplatek za krávu pronajatou od farnosti. Od toho se také odvíjí přenesený význam, kdy železná kráva (ang. a millstone, financial burden; něm. eiserne Kuh; fr. fardeau) představuje dlouhodobé n. trvalé finanční zatížení jako obtížné břemeno (zvl. pro jednotlivce, rodinný kolektiv ap.). Příklad: "Konečně se zbavím té železné krávy, příští měsíc platím poslední splátku."